# Petnica
Petnica (cyrilicí Петница) je vesnice, součást opštiny města Valjevo na západě Srbska. V roce 2011 ve vesnici žilo 697 obyvatel. Ve vesnici se nachází Petnická jeskyně, výzkumná stanice a jezero Pocibrava.

## Historie
Petnica byla založena na začátku 15. století. Nejstarší známý dokument pochází z roku 1488 a dokazuje jak existenci vesnice, tak i klášteru a školy. V 18. století Osmané klášter vypálili, avšak kostel, naposledy renovovaný v roce 1864, stále existuje. Během budování základů nových budov, byl objeven starý hřbitov, který nyní patří ke kostelu.

## Galerie

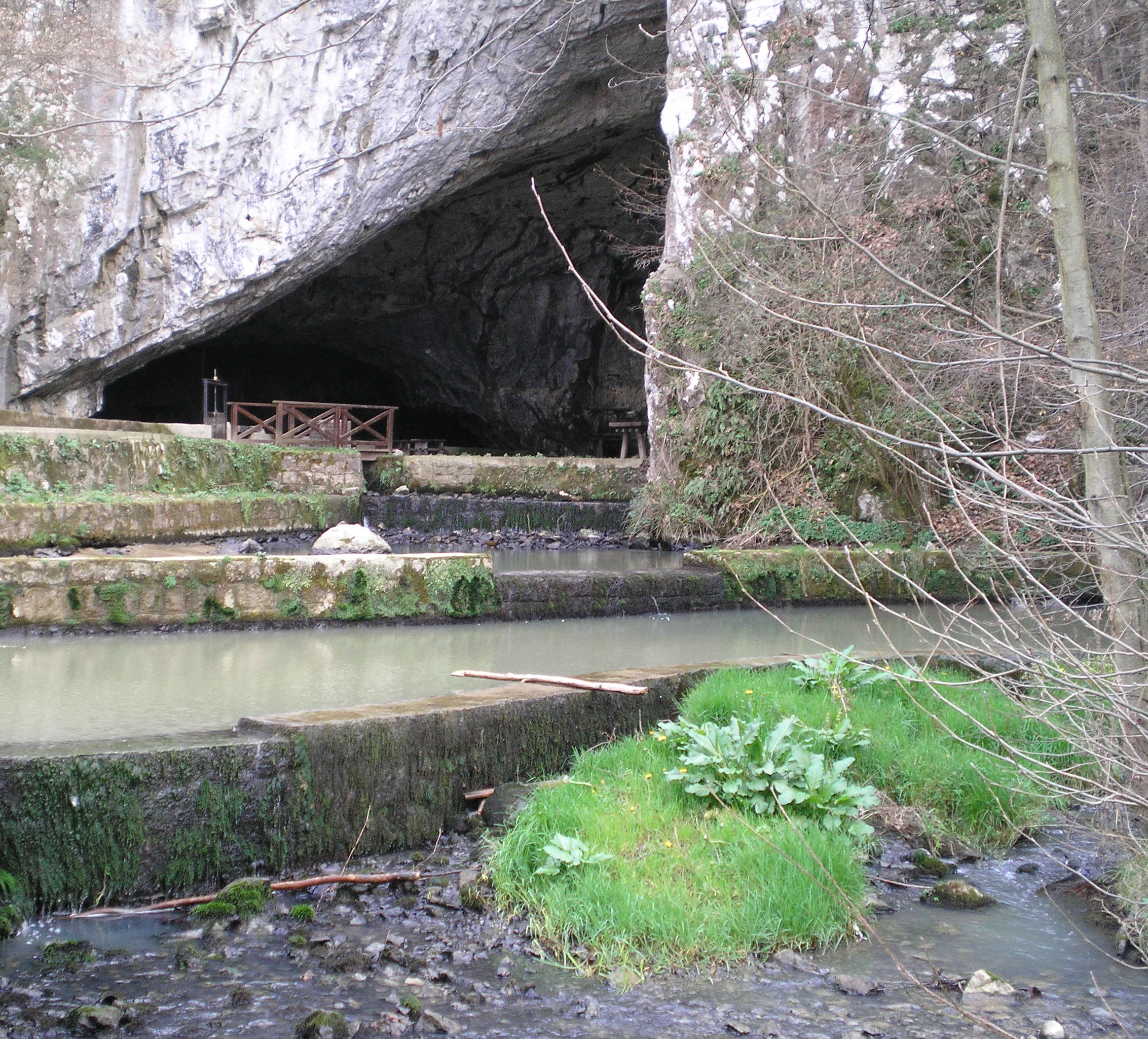
Petnická jeskyně
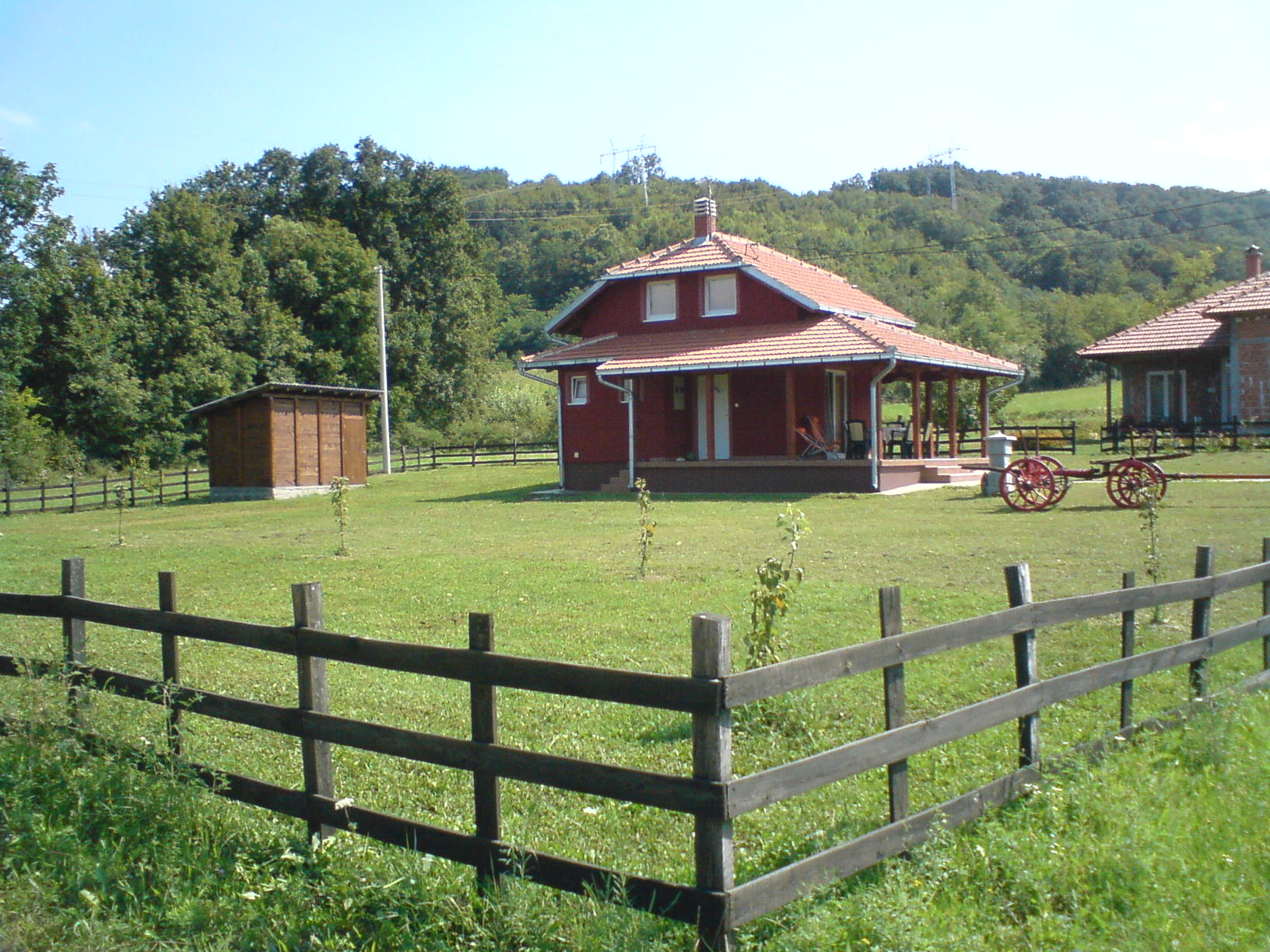
Víkendová chata
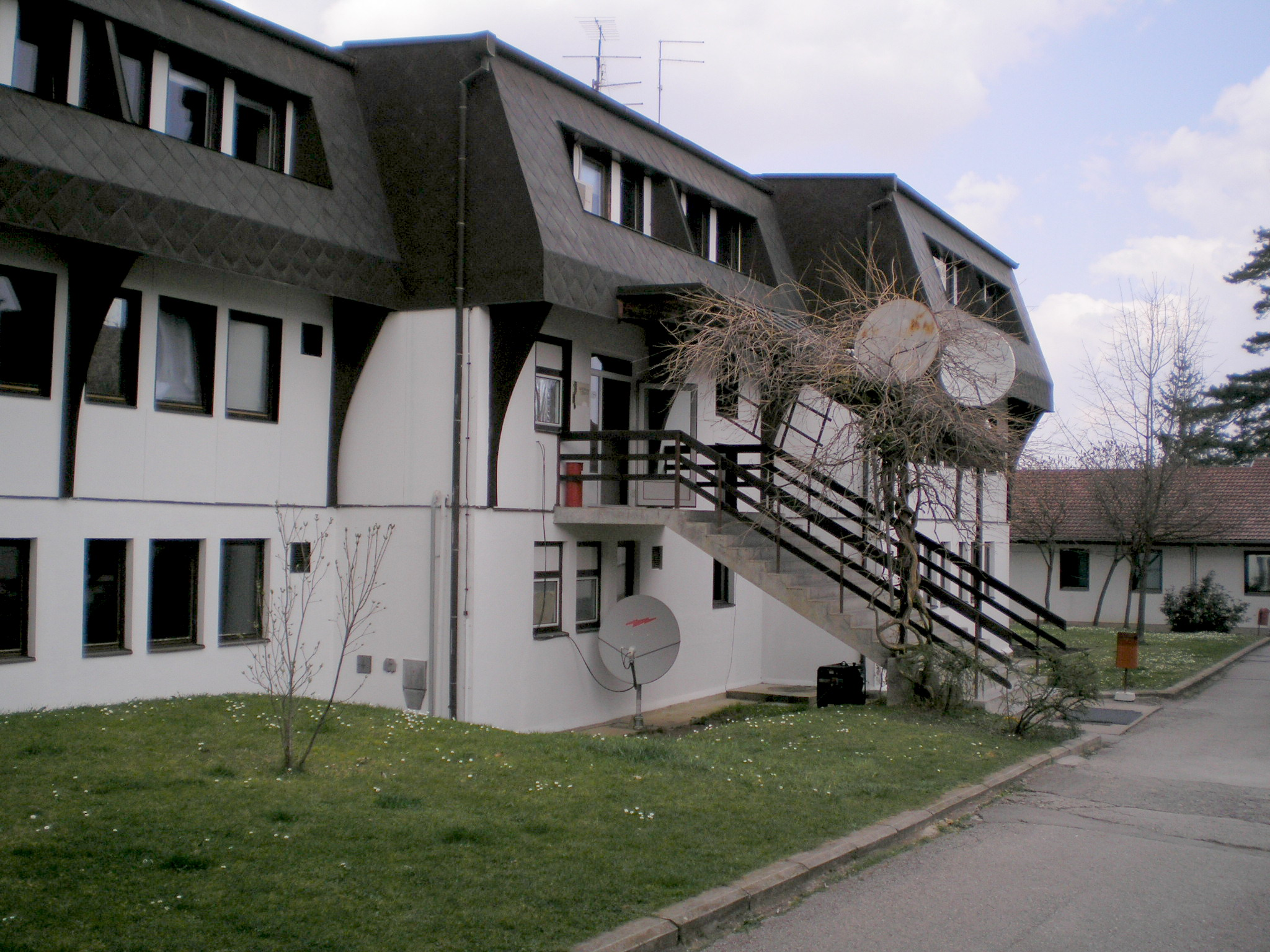
Výzkumná stanice
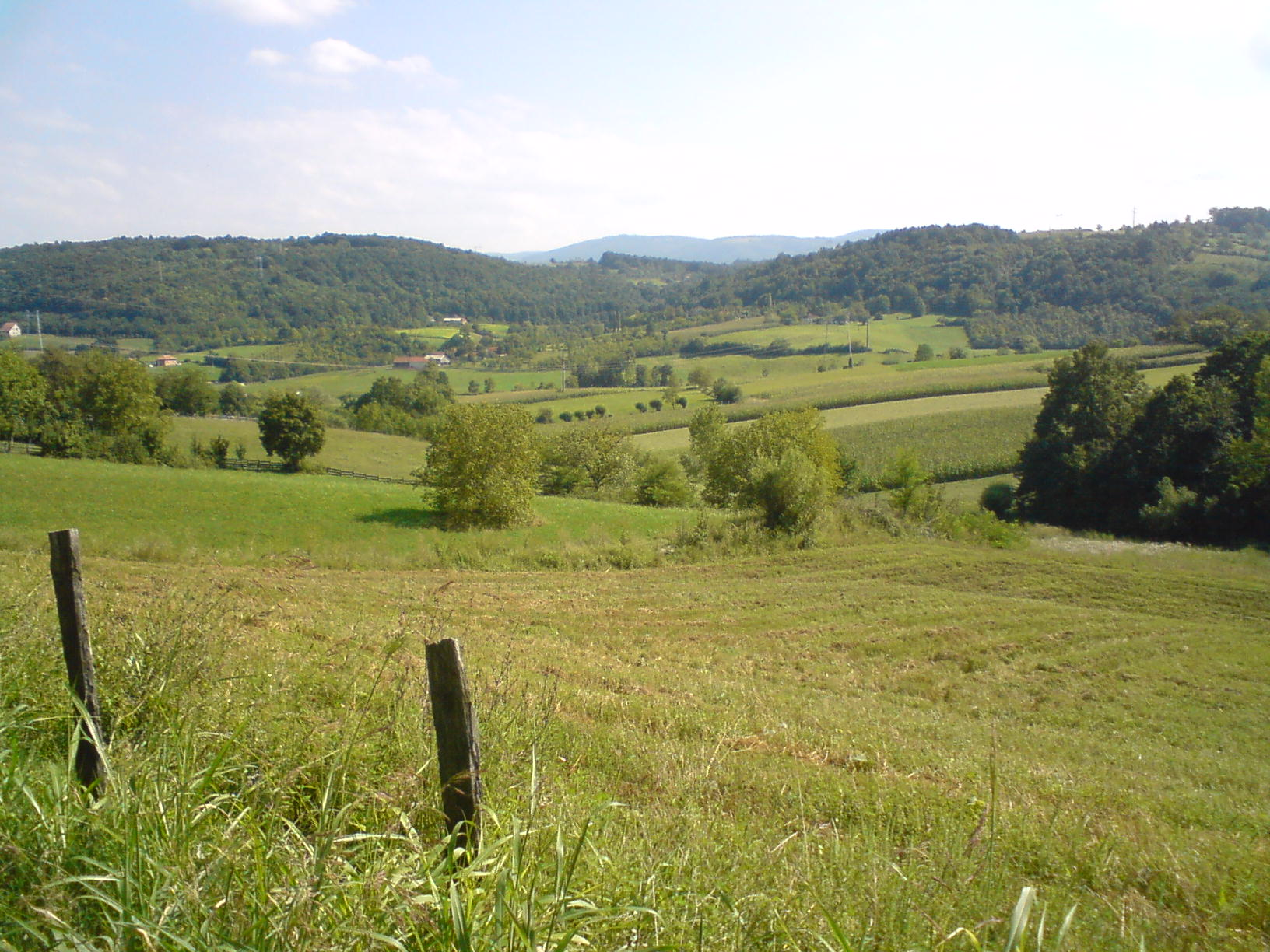
Pohled na Petnicu